# Montamans
Montamans é um género botânico pertencente à família Rubiaceae.